# Discosoma
Discosoma is een geslacht van neteldieren uit de klasse van de Anthozoa (bloemdieren).

## Soorten
- Discosoma album (Forsskål, 1775)
- Discosoma carlgreni (Watzl, 1922)
- Discosoma dawydoffi Carlgren, 1943
- Discosoma fowleri (den Hartog, 1980)
- Discosoma fungiforme (Verrill, 1869)
- Discosoma molle (Couthouy in Dana, 1846)
- Discosoma neglecta (Duchassaing & Michelotti, 1860)
- Discosoma nummiforme Rüppell & Leuckart, 1828
- Discosoma rubraoris Saville-Kent, 1893
- Discosoma unguja Carlgren, 1900
- Discosoma viridescens (Quoy & Gaimard, 1833)